# Leptogaster occidentalis
Leptogaster occidentalis là một loài ruồi trong họ Asilidae. Leptogaster occidentalis được White miêu tả năm 1914. Loài này phân bố ở miền Australasia.